# ERF (azienda)
ERF è stato un produttore di camion britannico. È stata fondata nel 1933 da Edwin Richard Foden, da cui sono state estrapolate le iniziali del nome per formare l'acronimo dell'azienda. 

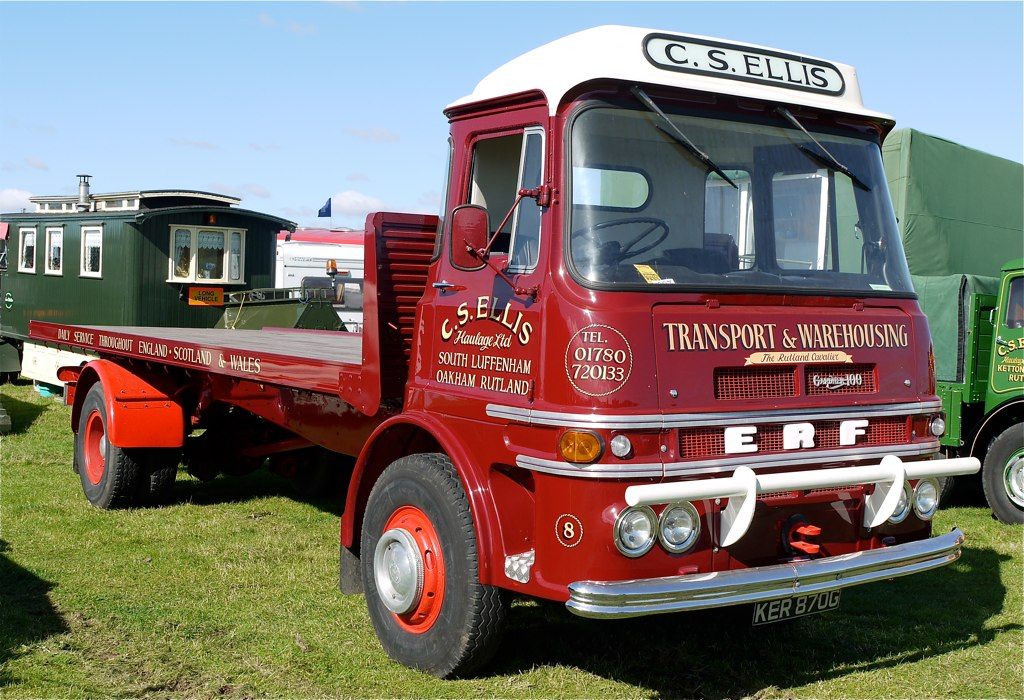
Camion ERF del 1968

Nel marzo 2000, la ERF è entrata a far parte del gruppi MAN. La sua fabbrica di Middlewich ha chiuso nel marzo 2002 e nel luglio 2007 l'azienda è stata dismessa, venendo confluita nella MAN, già proprietaria dell'azienda.